# 夏利2000
夏利2000（又称TJ7136U型轿车，或称夏利2000世纪广场轿车）是中国天津一汽夏利汽车与日本丰田汽车合作生产的一款四门三厢轿车，产品周期自2000年起到2007年止，并先后发展出雅酷、威乐一共三个轿车产品。根据天津一汽先前与日本大发工业株式会社合作生产的并命名的夏利品牌和投产年份，为中国市场生产的这款Toyota Platz命名夏利2000。

## 历史
夏利2000型轿车于2000年12月14日下线，2001年1月在全国正式上市销售。该车由天汽集团公司和日本丰田汽车公司联合开发，日本丰田汽车公司提供技术援助，天津汽车夏利股份有限公司组织生产，天津汽车工业销售公司负责销售。夏利2000采用丰田在当时天津生产的最先进的8A发动机，其它基本采用进口零部件组装生产。
夏利2000轿车装用天津丰田发动机公司生产的8A-FE型发动机，排量1.342L，为双顶置凸轮轴、16气门、闭环多点燃油喷射技术发动机。
2007年所有天津一汽合作生产的丰田NBC产品全部停产，产能主要转换为天津一汽丰田威驰。

## 主要技术参数表[5]。
| 整备质量 | 最大质量 | 最小离地间隙          | 最大爬坡度 | 燃油消耗率          | 制动距离    | 燃油箱容量 | 发动机气缸分布 | 行李箱容积 | 制动     |
| -------- | -------- | --------------------- | ---------- | ------------------- | ----------- | ---------- | -------------- | ---------- | -------- |
| 970 Kg   | 1345 Kg  | 空载 155mm/满载 125mm | 32°        | 6L(100km/h, 60km/h) | <8m(45km/h) | 45L        | 直列4缸        | 17.8L      | 前盘后鼓 |

## 配置本地化

### 方向盘
夏利2000减去了方向盘助力，令该车倒桩、进车位等操作不便。

#### 发动机
Platz 在北美、日本等市场使用丰田 VVT-I 发动机，但是天津一汽却使用了相对落后的丰田8A发动机。

#### 气囊
夏利2000和其后来的雅酷仅在驾驶员侧配备一个气囊，然而在丰田全球其他市场同款车配备驾驶员、副驾驶员2气囊。

### 本地化配备
在天津投产的初期，夏利2000原配备六辐钢圈轮毂。随着国产化率的提高，后改用天津一汽自行研发和测试的八辐铝合金轮毂。

## 市场反馈
夏利2000的营销令其在中国上市后销量一直不佳，有人认为它的命名未能摆脱夏利低端车的形象而影响购买意欲。
按2000年至2001年间人民币对日元汇率计算，100日元大约为6-7元人民币，当时售价150万日元的 Platz 应对应销售人民币9-10.5万元，但是天津一汽却按照132980元定价，明显高于其实际价值。

## 后续产品

### 天津一汽雅酷

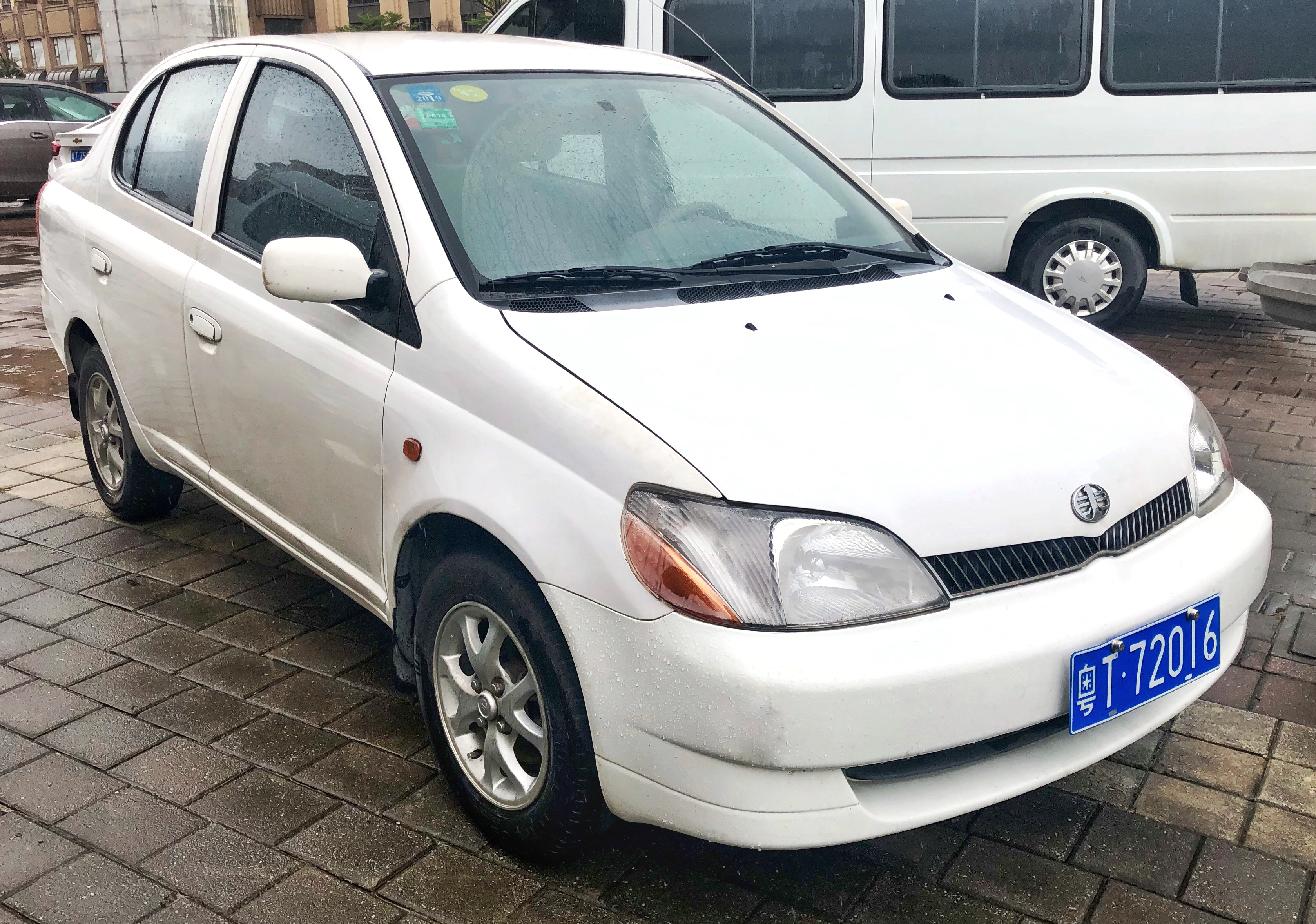
天津一汽雅酷

与前作夏利2000相比，雅酷为仅有配置有自动变速器的换代车型。该车在2002年10月至2003年12月之间投产，弃用夏利车标并使用天津一汽标识，全部使用8辐铝合金轮毂，但依然使用8A发动机并且仅有一具安全气囊。

### 天津一汽威乐

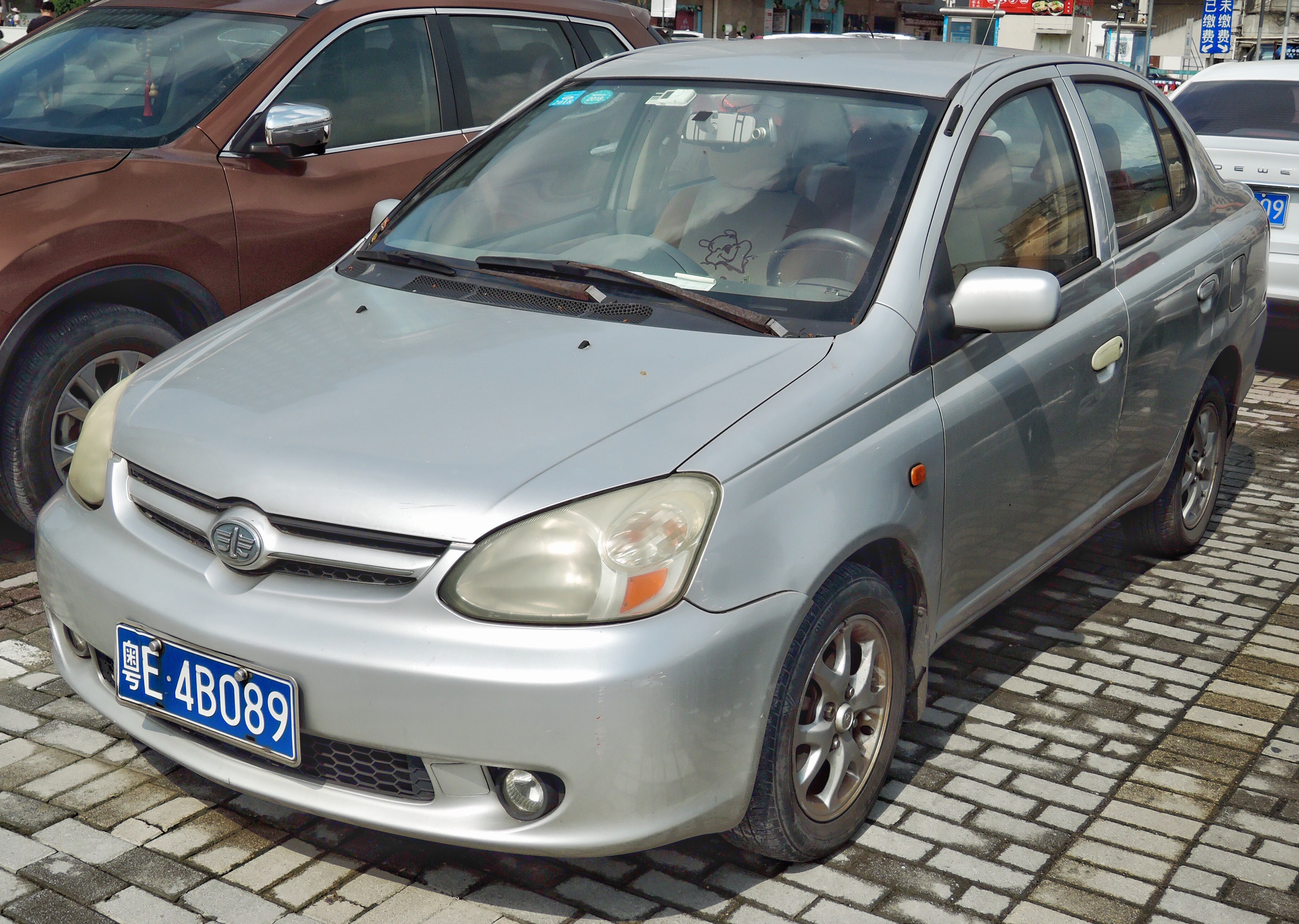
天津一汽威乐

威乐（FAW VELA CA7156）于2004年2月上市。此车有4速自动变速器和5速手动变速器两款，均使用天津一汽生产的1.5升5A-FE发动机，并配备防盗芯片一体式遥控钥匙控制车门。
天津一汽威乐原车使用日本小糸灯泡，相关技术参数如下：
| 位置或名称      | 电气参数 | 型号       | 插口     |
| --------------- | -------- | ---------- | -------- |
| 前转向灯        | 12V 21W  | T20 琥珀色 | 楔形双丝 |
| 刹车灯/后转向灯 | 12V 5W   | W21 透明   | 楔形4丝  |
| 倒车灯          | 12V 5W   | T20 透明   | 楔形双丝 |

## 图片

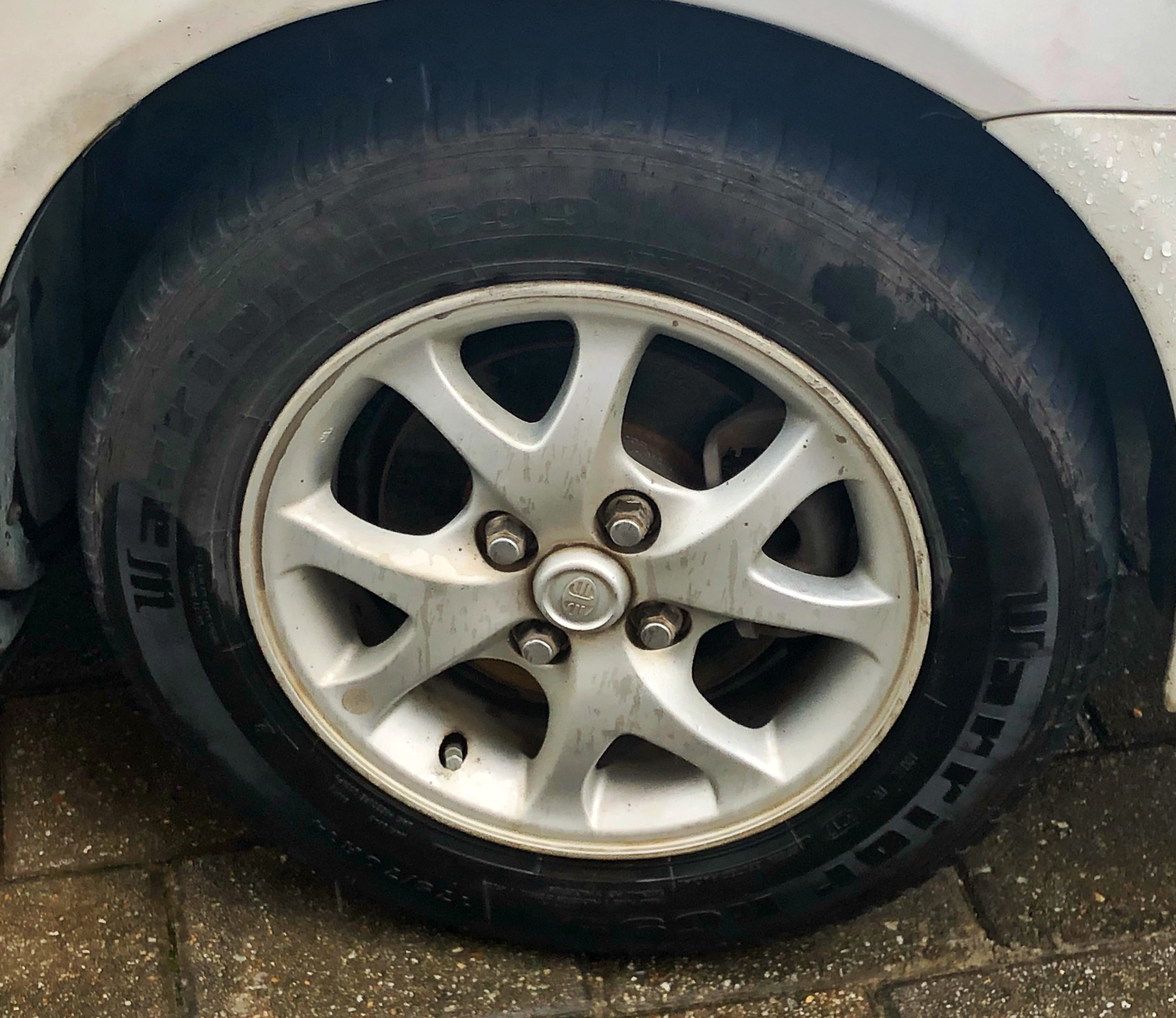
天津一汽八辐铝合金轮毂
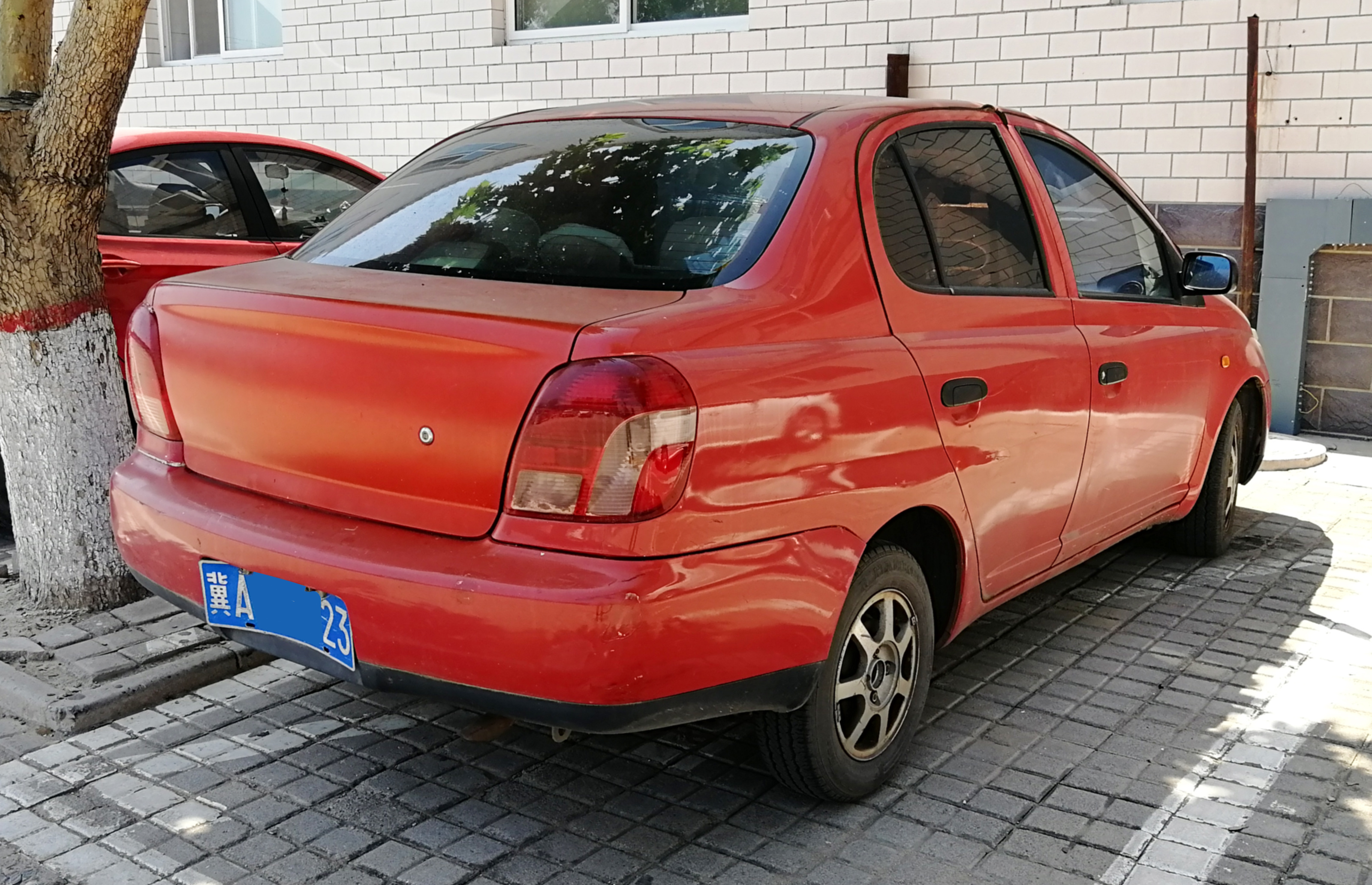
夏利2000背影
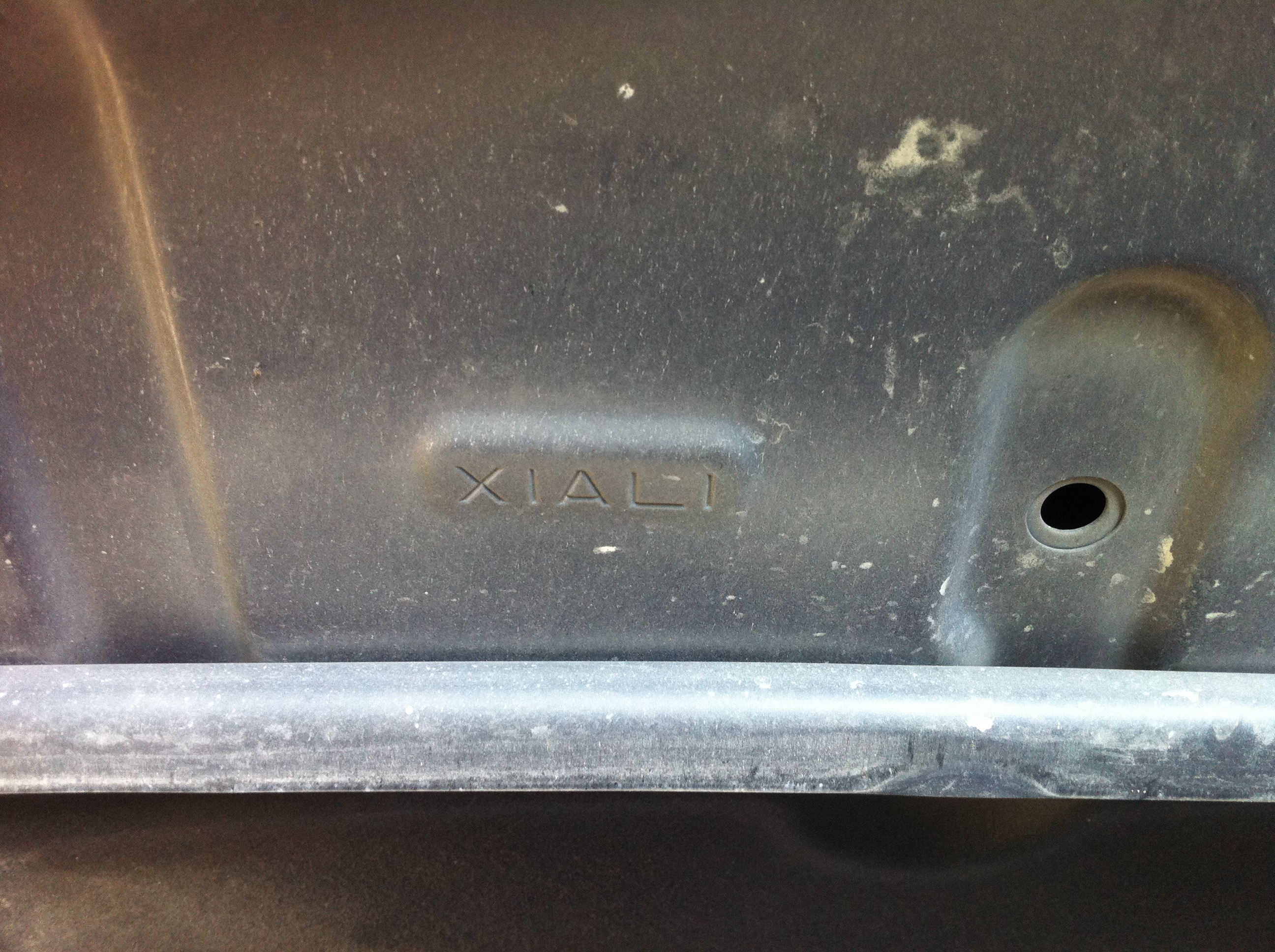
威乐发动机舱盖
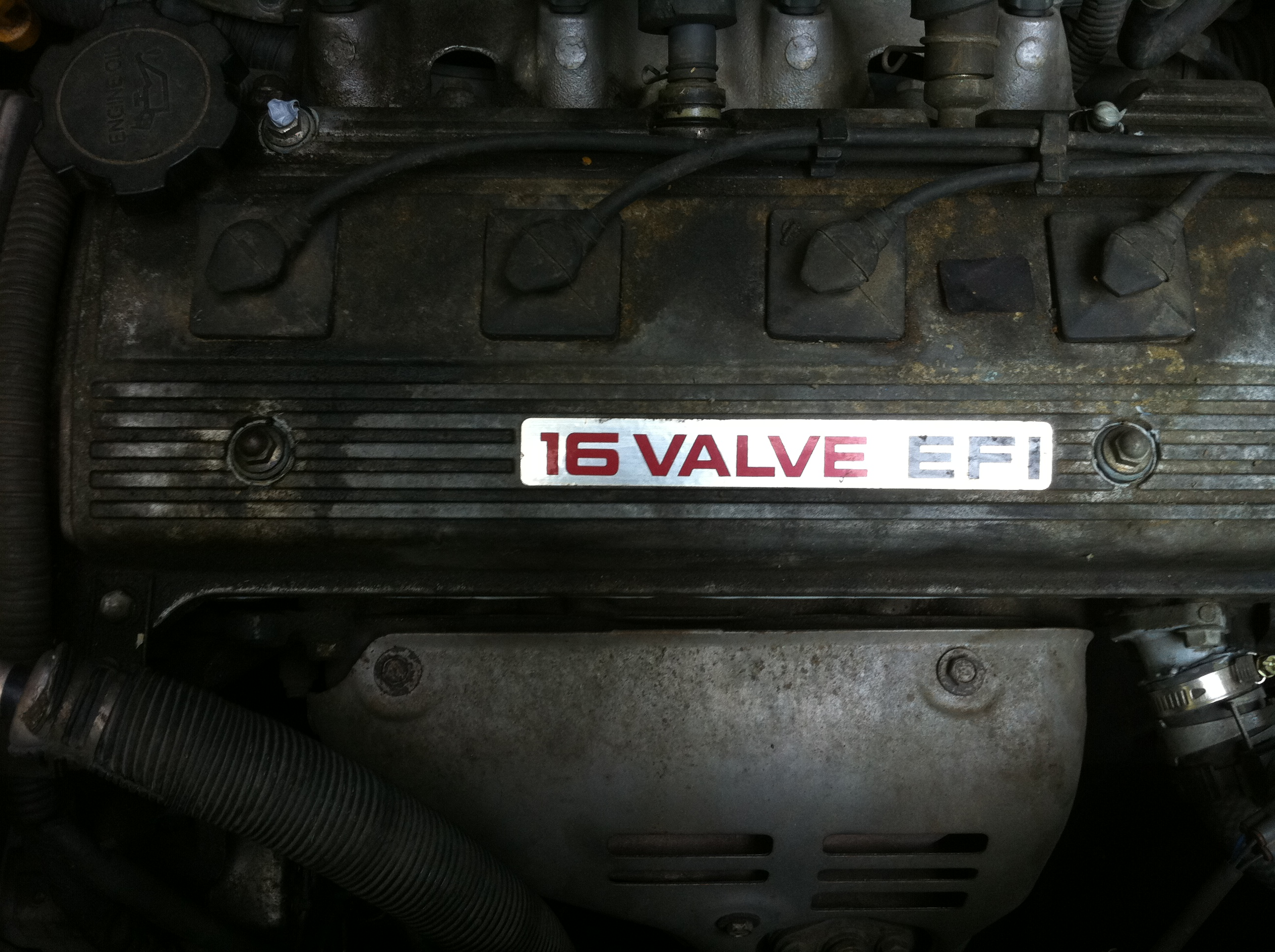
威乐16气门电喷发动机